# Randy Steven Kraft
Randy Steven Kraft (nacido el 19 de marzo de 1945) es un asesino en serie estadounidense. Fue condenado por 16 asesinatos y se sospecha que pudo haber cometido al menos otros 51 asesinatos.

## Primeros años
Los padres de Kraft se mudaron a California desde Wyoming antes de su nacimiento. Nacido en el Condado de Los Ángeles en 1945, fue el cuarto hijo, y el único varón, en su familia. En 1948, la familia Kraft se mudó a Westminster, California, en el vecindario del Condado de Orange. Kraft se consideraba brillante y erudito en la Escuela Westminster, donde se graduó en 1963. Después de la graduación, asistió al Claremont Men's College, ahora Claremont McKenna College, en Claremont, California.
En CMC, Kraft se unió a Cuerpo de Entrenamiento de Oficiales de Reserva. Demostró en apoyo a la Guerra de Vietnam e hizo campaña para el candidato presidencial conservador Barry Goldwater en 1964. Al año siguiente, comenzó a trabajar como camarero en un bar local gay. En ese tiempo, los conocidos notaron su uso excesivo de Valium para evitar dolores de estómago y migrañas. Kraft obtuvo su licenciatura en Economía en 1968. En ese momento, las opiniones políticas de Kraft se habían desplazado a la izquierda, y comenzó a trabajar para la campaña política de Robert Kennedy.
En 1968, Kraft se unió a la Fuerza Aérea de los Estados Unidos. Debido a sus altas calificaciones en las pruebas de aptitud, se le proporcionó espacios de alta seguridad. Fue estacionado en la Base Aérea Edwards, en el Condado de Kern, California. En un test de inteligencia relacionado con el trabajo se encontró que Kraft tenía un CI de 129, siendo calificado como "muy inteligente."
En 1969, Kraft le reveló a su familia que era gay. Fue dado de baja en la Fuerza Aérea ese mismo año. Obligado a abandonar el ejército, Kraft reanudó su carrera como camarero.
A finales de 1971, la policía encontró el cuerpo en descomposición de Wayne Joseph Dukette, un camarero de 30 años de edad, junto a la autopista Ortega. El forense situó la fecha de su muerte el 20 de septiembre de 1971, pero no encontró signos de juego sucio. La ropa de Dukette y las pertenencias nunca fueron encontradas. Dukette se pensó que fue la primera víctima de Kraft.

## Asesinatos
Durante los años 1970 y principios de los 1980, hubo decenas de asesinatos espeluznantes a lo largo de las autopistas de California, con algunas víctimas apareciendo en el vecino estado de Oregón. Las víctimas eran hombres jóvenes y chicos adolescentes, la mayoría torturados y abusados sexualmente. Algunos habían sido quemados con un mechero de coche, y muchos tenían altos niveles de alcohol y tranquilizantes en su sangre, indicando que eran sedados con alcohol y fármacos antes que fueran abusados y asesinados sádicamente.
El método de los asesinatos tuvo variaciones, con algunos estrangulados, otros disparados en la cabeza, y otros asesinados con una combinación de tortura y sobredosis de fármacos. Un buen número de víctimas estaban en el ejército. Otros eran adolescentes fugados, o eran recogidos por el asesino en bares gays.

### Arresto
Kraft fue arrestado en 1975. Un chico de 19 años, Keith Daven Crotwell, dejó Long Beach el 29 de marzo de 1975, haciendo auto-stop hacia el sur. Más de un mes más tarde, la cabeza cortada de Crotwell fue encontrada cerca del puerto de Long Beach. Long Beach fue rastreada buscando el auto que tomó Crotwell en su último viaje, y fue rápidamente ubicado. Estaba registrado a nombre de Randy Steven Kraft. La policía interrogó a Kraft el 19 de mayo de 1975. Kraft admitió haber recogido a Crotwell, diciendo que estaban "simplemente deambulando", pero dijo que dejó a Crotwell vivo en un café. Los detectives presuntamente querían culpar a Kraft por el asesinato, pero los fiscales del Condado de Los Ángeles se negaron, citando la ausencia de un cuerpo o causa conocida de la muerte.
A la 1:10 a. m. del 14 de mayo de 1983, dos oficiales detuvieron a un Toyota Celica marrón que había estado circulando de forma errática en la autopista de San Diego en el Condado de Orange. Kraft salió del auto, dejando contenidos de una botella de cerveza en el pavimento mientras lo hacía. El oficial Michael Stering se encontró con Kraft enfrente de su automóvil y observó que los pantalones de Kraft estaban desabotonados. El oficial Sterling había hecho caminar a Kraft al frente de su vehículo para efectuar una serie de pruebas de sobriedad, que falló. Kraft fue arrestado por Sterling por conducir en estado de ebriedad.
El sargento Michael Howard se acercó al Celica y vio un hombre en el asiento del pasajero, cubierto por una chaqueta y con botellas de cerveza vacías a sus pies. El hombre (luego identificado como Terry Lee Gambrel, un marino de los Estados Unidos de 25 años) estaba muerto: había sido estrangulado con su propio cinturón. Otra evidencia incriminatoria fue encontrada en el auto, incluyendo alcohol, tranquilizantes, varias prescripciones de fármacos y un sobre con 47 fotografías de varios hombres jóvenes en poses pornográficas que parecían estar muertos o dormidos. Por otra parte, el asiento del pasajero estaba muy manchado de sangre. La sangre no podía pertenecer a Gambrel, ya que el hombre no tenía heridas abiertas. El oficial Sterling y el sargento Howard fueron con Kraft al Departamento del Sheriff para más investigación. Más evidencia fue encontrada en la casa que Kraft compartía con su pareja, incluyendo ropas y posesiones personales pertenecientes a un hombre joven que había aparecido muerto en la carretera en la última década, y muchas fotografías de víctimas inconscientes o muertas.
También se descubrió que Kraft aparentemente mantenía una lista codificada de 61 referencias crípticas a sus víctimas, incluyendo cuatro asesinatos dobles, llevando a un total de 65 víctimas anotadas. Al menos una de las víctimas, Terry Gambrel, no fue alistada por el arresto de Kraft. Los investigadores mantienen que Eric Church no estaba alistado por Kraft por razones desconocidas. Desde que la lista está codificada, existe la posibilidad de que Eric Church esté enlistado en una forma que los investigadores no pueden reconocer, llevando un total de 66 víctimas alistadas. Sin embargo, se mantuvo que Kraft fue responsable de 67 asesinatos.
Kraft fue acusado finalmente por 16 homicidios cometidos entre diciembre de 1972 y mayo de 1983. Se declaró inocente en su juicio en 1988, pero fue condenado en todos los cargos y sentenciado a muerte el 29 de noviembre de 1989. La sentencia de muerte fue sostenida por la Suprema Corte de California el 11 de agosto de 2000. Actualmente se encuentra en la Prisión del Estado de San Quentin.
De las 67 víctimas sospechosas de Kraft, 22 cuerpos siguen sin haber sido recuperados o permanecen sin identificar.

### Cómplice desaparecido
Algunos detalles alrededor de los asesinatos de Kraft han causado que se sospeche que Kraft no hizo sus actos solo.
- Las pruebas forenses en dos casos apuntan a un cómplice - un set extra de huellas digitales y semen no coincidía con el ADN de Kraft. (Durante el juicio, los miembros de la fiscalía admitieron en privado que estaban seguros de que él había cometido esos crímenes acompañado a causa de estos hechos.)[6]
- Kraft habría tenido dificultad moviendo cadáveres de 200 libras (90 kilos); dejándolos en autos solos sería algo difícil de no notar.
- Las instantáneas que Kraft tenía de los hombres muertos fueron procesadas en alguna parte, pero ningún desarrollador de fotografías reportó las imágenes morbosas de Kraft a la policía. (Kraft no tenía experiencia en cuarto oscuro o equipo de cuarto oscuro).

### Jeff Graves
Durante el juicio, la fiscalía creyó que las inconsistencias podrían ser explicadas debido a que Kraft no había actuado solo en su serie de asesinatos inicial. Su compañero de piso, Jeff Graves, ocasionalmente lo ayudaba, de acuerdo con los miembros del equipo de la fiscalía. Graves murió de SIDA antes que la policía pudiera interrogarlo, así que la pregunta del cómplice de Kraft nunca fue planteada en el tribunal.

### Bob Jackson
En 1991, el escritor Dennis McDougal fue autor de un libro, Angel of Darkness, sobre el caso de Kraft. McDougal también publicó un artículo sobre el caso en la revista Beach en enero de 2000. McDougal relató sus entrevistas con Bob Jackson, que confesó haber asesinado a dos autoestopistas con Kraft, uno en Wyoming en 1975 y otro en Colorado en 1976. (Las autoridades en Colorado y Wyoming no pueden confirmar estas confesiones). Jackson también le dijo a McDougal que la lista incluía sólo los asesinatos "más memorables" de Kraft, diciendo que la cuenta total era cercana a 100.
McDougal reportó estas alegaciones a la policía y proporcionó las grabaciones de las entrevistas. Los detectives interrogaron a Jackson y finalmente lo convencieron a entrar en un hospital psiquiátrico, pero no se presentaron cargos de asesinato.
Kraft demandó al autor McDougal y al editor de Angel of Darkness, el libro sobre los asesinatos de Kraft y el juicio, porque, dijo Kraft, se mancha su "buen nombre" e injustamente lo retrata como un "hombre enfermo y loco", que dolió sus "perspectivas de empleo en el futuro." Kraft buscó $62 millones en daños y perjuicios. La demanda fue desestimada como frívola en junio de 1994.